# 拳蟹属
拳蟹屬（學名： Leach, 1817）是玉蟹總科玉蟹科坚壳蟹亚科之下的一個屬。

## 物種
以下為本屬的物種：
- 尖齿拳蟹（Philyra acutidens Chen, 1987）
- 亚当斯拳蟹（Philyra adamai Bell, 1855）
- 双疣拳蟹（Philyra biprotubera Dai et Guan, 1986）
- 隆线拳蟹（Philyra carinata Bell, 1855）
- 球形拳蟹（Philyra globulosa H．Milne Edwards, 1837）：分布于泰国湾、印度、波斯湾以及中国大陆的广东、海南等地，生活环境为海水，一般生活于低潮线的沙底。
- 杂粒拳蟹（Philyra heterograna Ortmann,1892）：分布于日本，包括广东、东海、山东等海域，生活环境为海水，常见于水深7-30米的软泥或沙质泥的海底。
- 小拳蟹（Philyra	minuta Chen et Türkay, 2001）
- 橄榄拳蟹（Philyra olivacea Rathbun, 1909）：分布于泰国以及中国大陆的广东、海南、福建、浙江等地，生活环境为海水，常生活于沿海浅水处。
- 豆形拳蟹（Philyra pisum De Haan,1841）
- 长螯拳蟹（Philyra platychira De Haan,1841）：分布于日本、澳大利亚、菲律宾、丹老群岛、安达曼、波斯湾、南非、台湾以及中国大陆的广东等地。
- 箭状拳蟹（Philyra sagittifera (Alcock, 1896)）
- 疖痂拳蟹（Philyra scabra (Dai, 1986)）
- 疙瘩拳蟹（Philyra tuberculosa Stimpson, 1858）
- 舟山拳蟹（Philyra zhoushanensis sp．nov．）